# Ecoeficiência
Ecoeficiência consiste em oferecer bens e serviços que atendam às necessidades humanas e promovam a qualidade de vida, enquanto busca diminuir gradualmente os impactos ambientais e a utilização de recursos ao longo de todo o ciclo de vida desses produtos.

## Terminologia
Com o desenvolvimento de países e regiões ao redor do mundo, ficou gradualmente claro que a industrialização e o crescimento econômico frequentemente vêm acompanhados da degradação ambiental. Nesse contexto, a “ecoeficiência” foi introduzida como uma ferramenta-chave para transformar modelos de desenvolvimento insustentáveis em sustentáveis. Esse conceito busca produzir mais bens e serviços utilizando menos recursos e gerando menos resíduos e poluição. A ecoeficiência é avaliada pela relação entre o valor gerado (como o PIB) e os impactos ambientais associados ao produto ou serviço (como emissões de CO₂). O termo foi criado pelo Conselho Empresarial Mundial para o Desenvolvimento Sustentável (WBCSD) na publicação "Mudando o Curso", de 1992. Na mesma época, durante a Cúpula da Terra, a ecoeficiência foi reconhecida como um conceito inovador para o setor empresarial e uma forma de aplicar a Agenda 21 no âmbito privado. Hoje, o termo é amplamente associado a uma abordagem de gestão focada na sustentabilidade, unindo eficiência econômica e ecológica.

## História
Embora a ecoeficiência seja uma abordagem relativamente recente, sua essência é mais antiga. Na década de 1970, Paul R. Ehrlich e John Holdren introduziram a fórmula I = PAT para explicar o impacto da atividade humana no meio ambiente. Posteriormente, em 1978, McIntyre e Thornton descreveram pela primeira vez o conceito de ecoeficiência. No entanto, foi somente em 1992 que o termo ganhou destaque, quando Stephan Schmidheiny o formalizou e popularizou na publicação Changing Course. Schmidheiny buscou transformar a percepção da indústria, de vilã da degradação ambiental, para um papel central na solução dos desafios da sustentabilidade e do desenvolvimento global. Na fase inicial de desenvolvimento da ecoeficiência, gestores inovadores da 3M e da Dow desempenharam um papel crucial, ajudando a impulsionar a ideia. O vínculo entre desempenho ambiental e resultados financeiros foi consolidado pelo Conselho Empresarial Mundial para o Desenvolvimento Sustentável (WBCSD) e publicado em 1997 no relatório Desempenho Ambiental e Valor para os Acionistas.

## Métodos
Segundo o Conselho Empresarial Mundial para o Desenvolvimento Sustentável (WBCSD), a ecoeficiência é alcançada ao oferecer "bens e serviços a preços competitivos que atendam às necessidades humanas e promovam qualidade de vida, enquanto reduzem gradualmente os impactos ambientais e a utilização de recursos ao longo de todo o ciclo de vida, mantendo-se dentro da capacidade de carga estimada do planeta". Esse conceito é avaliado por meio de quatro principais proporções.
"Os dois primeiros são a produtividade ambiental e seu inverso, a intensidade ambiental da produção, referindo-se ao reino da produção. O segundo par, o custo da melhoria ambiental e seu inverso, a relação custo-eficácia ambiental, são definidos do ponto de vista das medidas de melhorias ambientais." 
Essas proporções podem ser aplicadas a qualquer atividade econômica, uma vez que tais atividades estão ligadas a custos, valores e, "por sua base física, sempre geram impactos ambientais." Além disso, a análise da ecoeficiência pode ser realizada em dois níveis distintos: micro e macro.
No nível micro, há três abordagens principais:
1. Ecoeficiência incremental: mede os impactos ambientais totais de um sistema ou setor de produtos em relação ao valor total gerado.[1]
2. Método ganha-ganha: compara uma situação de referência anterior com cenários alternativos baseados no uso de novas tecnologias. Apesar de útil, esse método apresenta limitações, pois não garante conclusões claras sobre melhorias no desempenho ambiental global.[1][7]
3. Ecoeficiência diferencial: semelhante ao método ganha-ganha, mas foca na comparação de tecnologias mais promissoras, descartando alternativas irrelevantes para aumentar o potencial de soluções mais eficientes.[1]

Já no nível macro, as análises ainda carecem de definições claras e resultados consistentes. O objetivo principal é conectar decisões no nível micro a uma otimização mais ampla no nível macro, promovendo a sustentabilidade em maior escala. Nos próximos anos, o desafio será desenvolver indicadores-chave para possibilitar análises macroeconômicas em níveis nacionais e globais.
Existem dois sistemas de cálculo para avaliar a ecoeficiência com base na avaliação do ciclo de vida (ACV): o método de análise da BASF e o método de relação custo-benefício da Universidade de Tecnologia de Delft.

## Usos
A diminuição dos impactos ambientais resulta em um aumento na produtividade dos recursos, o que, por sua vez, pode gerar uma vantagem competitiva. Segundo o WBCSD, os principais aspectos da ecoeficiência são:
- Uma redução na intensidade material de bens ou serviços;
- Uma redução na intensidade energética de bens ou serviços;
- Dispersão reduzida de materiais tóxicos;
- Melhoria da reciclabilidade;
- Aproveitamento máximo de recursos renováveis;
- Maior durabilidade dos produtos;
- Aumento da intensidade de serviços e bens.

As estratégias associadas à ecoeficiência incluem o "Fator 4" e o "Fator 10", que demandam reduções específicas no consumo de recursos; o "capitalismo natural", que integra a ecoeficiência dentro de uma abordagem estratégica mais ampla; e o movimento "do berço ao berço", que vai além da ecoeficiência ao eliminar a noção de desperdício. De acordo com Boulanger, todas as versões de ecoeficiência compartilham quatro características principais:
- Confiança na inovação tecnológica como principal solução para a insustentabilidade;
- Confiança nos negócios como principal ator da transformação. A ênfase está nas empresas que projetam novos produtos, mudam para novos processos de produção e investem em P&D, etc., mais do que no varejista ou no consumidor, muito menos no cidadão.
- Confiança nos mercados (se estiverem funcionando bem);
- A ideia de que não há nada de errado com o crescimento em si.

A ideia de que melhorias na ecoeficiência seriam suficientes para alcançar a sustentabilidade foi questionada por Huesemann e Huesemann, que, com base em amplas evidências históricas, demonstram que os avanços na eficiência tecnológica não reduziram o uso geral de recursos nem a poluição. Além disso, no conceito "do berço ao berço", o crescimento é visto como algo intrinsecamente favorável à sustentabilidade. Esse conceito mais abrangente é conhecido como Produção e Consumo Sustentáveis (PEC). "Esse conceito envolve mudanças nos padrões de produção e consumo que promovem o uso sustentável dos recursos naturais". As empresas têm um papel essencial na promoção desse conceito, pois são as principais responsáveis pela produção e consumo. A ecoeficiência, por sua vez, é um conceito amplamente utilizado, pois abrange dois dos três pilares do desenvolvimento sustentável, facilitando a análise das questões sociais relacionadas por acadêmicos e especialistas.
Segundo o WBCSD (World Business Council for Sustainable Development), quatro áreas oferecem oportunidades para melhorar a ecoeficiência durante o ciclo de vida de um produto ou serviço:
1. Reorientação dos processos: modificar os processos industriais para reduzir o consumo de recursos, diminuir a poluição, aumentar o uso de materiais reciclados e reduzir custos;
2. Revalorização dos subprodutos: cooperar com outras empresas para transformar subprodutos de uma organização em matérias-primas para outra, visando alcançar o resíduo zero;
3. Redesenho dos produtos: criar produtos com base em critérios ecológicos, escolhendo materiais sustentáveis e considerando a possibilidade de reaproveitamento;
4. Recolocação dos mercados: inovar para atender às necessidades dos clientes de maneira sustentável, criando produtos com menor uso de materiais e energia ou substituindo produtos por serviços.

Além disso, a implementação de um sistema de gestão ambiental pode reduzir custos, evitar riscos ambientais, promover a conformidade legal, diminuir a poluição e engajar funcionários e clientes nas questões ambientais.

### Exemplos
Além disso, a ecoeficiência pode ser adaptada e flexibilizada para diferentes tamanhos de empresas, mantendo sua relevância em uma escala mais ampla, como em políticas governamentais e nacionais. Grandes entidades nacionais, como a Organização para a Cooperação e Desenvolvimento Econômico (OCDE 2002), a Comissão Europeia (UE 2005), a Agência Europeia do Ambiente (AEA) e a Mesa Redonda Nacional sobre o Ambiente e a Economia (NRTEE), reconheceram que a ecoeficiência é uma abordagem prática que as empresas devem adotar para estabelecer e alcançar seus objetivos de desempenho ambiental. Estudos mostram que ela pode aumentar o valor de mercado das empresas, atuar como uma ferramenta de gestão eficaz para governos, beneficiar a sociedade civil e melhorar a qualidade de vida. Isso é alcançado por meio da modificação de processos industriais, criação de novos produtos e transformação dos mercados com novas ideias e regras. Dessa forma, as pessoas buscam obter mais valor pelo seu dinheiro no mercado, ao mesmo tempo em que desfrutam de um ambiente melhor.
A ecoeficiência também é aplicada de maneiras menos convencionais, como a incorporação de critérios ambientais no processo de aprovação de crédito, ao avaliar os "riscos econômicos eco-integrados de um cliente". Além disso, sua importância tem crescido em contextos onde "as opções ecoeficientes são sempre preferidas", especialmente em setores de serviços, como o turismo (como no caso do ecoturismo).
Exemplos de práticas ecoeficientes incluem:
- Substituir equipamentos convencionais por modelos com fechamento automático, ajudando a combater a escassez de água;
- Adotar fontes alternativas de energia;
- Instalar sistemas de iluminação automáticos para reduzir o desperdício de luz;
- Trocar lâmpadas convencionais por modelos de baixo consumo;
- Separar os resíduos e promover a reciclagem e reutilização;
- Realizar compostagem de resíduos orgânicos;
- Desenvolver ações sociais envolvendo a comunidade local e expandir programas para toda a sociedade;
- Implementar políticas de reflorestamento.
- Nos hotéis, uma prática ecoeficiente comum é incentivar a reutilização de toalhas e roupas de cama para reduzir o desperdício.